# Opisthoxia danaeata
Opisthoxia danaeata là một loài bướm đêm trong họ Geometridae.